# Palmární úchopový reflex
Palmární úchopový reflex (Robinsonův reflex nebo někdy jednoduše nazýván pouze jako úchopový reflex) patří mezi tzv. primární reflexy, což jsou automatické vrozené reakce na prostředí a podněty, které pomáhají přežití novorozence a kojence. Pojmenování "Robinsonův reflex" dostal po svém objeviteli, kterým byl Louis Robinson.

## Louis Robinson
Louis Robinson byl anglický lékař a pediatr, který žil v 19. století. Podílel se na rozvoji v té době nově vznikající vědy – pediatrie. Často byl kritizován za své otevřené evoluční názory. V roce 1891, Robinson popsal, že novorozené dítě je schopné unést vlastní hmotnost, když se drží vodorovné tyče. Otestoval více než 60 dětí ve věku asi jednoho měsíce a zjistil, že jsou schopné se udržet přibližně po dobu 10 sekund. Jedno z testovaných dětí se udrželo po dobu 2 minut a 35 sekund.  Robinsonův následovník Richter testoval palmární úchopový reflex u pěti opičích mláďat a zjistil, že tento reflex je u opic mnohem silnější. Doba visu se pohybovala v rozmezí od 7 do 33 minut, a to i pouze při držení se jednou paží.  Na základě těchto zjištění by palmární úchopový reflex mohl být považován za zárodek fylogenetických funkcí, které byly kdysi nezbytné pro život opičích mláďat v korunách stromů a které však již ztratily svou užitečnost pro život člověka. 

## Výskyt reflexu
Objevuje se v 16. týdnu těhotenství a přetrvává do 5 až 6 měsíců věků dítěte. Vymizení reflexu souvisí se zahájením volního používání horních končetin. Jeho přetrvávání, úplná absence nebo přehnaná reakce na stimul mohou naznačovat nenormální vývoj centrálního nervového systému a motorických oblastí mozku.

## Princip fungování reflexu
Pro vyvolání palmárního úchopového reflexu stačí vložit předmět (například ukazováček) do dlaně dítěte a jemně na dlaň zatlačit. Podstatou reflexu je semknutí novorozencových prstů kolem předmětu. Stisk je velmi silný a zároveň nepředvídatelný. Může být natolik silný, že bychom mohli dítě zvednout až do visu. K uvolnění stisku dochází buď samovolně nebo pošimráním dítěte na hřbetu ruky.